# Персеполіс (комікс)
Персополіс (Persepolis) — автобіографічна чорно-біла книга-комікс Марджан Сатрапі, у якій зображено її юність в Ірані під час Ісламської революції. Складається з двох частин — Персополіс 1 та Персополіс 2.

## Історія
Авторка зазначала, що цією книгою вона хотіла змінити загальносвітове ставлення до Ірану як країни фундаменталізму, фанатизму та тероризму.
```
Я вірю, що не можна оцінювати цілу націю по проступках купки екстремістів. Також я не хочу, щоб ми забули тих іранців, що загинули у буцегарнях, захищаючи свободу, на війні з Іраком, що страждали від репресивного режиму, що були змушені покинути родини та втікати з батьківщини.
[
2
]
```

## Сюжет
У першій книзі описане життя Сатрапі з 6-ти по 14 років у контексті політичних подій, що відбувалися в Ірані (падіння шаха, тріумф Ісламської революції, війна з Іраком). Головна героїня — єдина донька інтелігентної сім'ї, що сповідували ліві погляди, правнучка останнього імператора Ірану. Очима дівчинки показано складні політичні процеси країни та ті жертви, на які були змушені йти люди через них.
У романі описана різниця між приватним домашнім та соціальним життям в Ірані.
Книга закінчується тим, що батьки відсилають Сатрапі на навчання до Австрії.
У другій книзі розповідається про життя Марджан у Європі та шлях її емансипації від традиційного світогляду до сучасного.

## Екранізація
У 2007 році вийшов ірано-французький анімаційний фільм Персеполіс, що отримав широке визнання, у тому числі приз журі Каннського фестивалю.

## Переклад українською
- Персеполіс. Графічний роман. Переклад з французької Оксани Макарової. Київ, «Видавництво», 2018. — 352 с. ISBN 978-966-97574-9-4